# Augusto Corrêa (ort)
Augusto Corrêa är en ort i Brasilien.   Den ligger i kommunen Augusto Corrêa och delstaten Pará, i den nordöstra delen av landet, 1 600 kilometer norr om huvudstaden Brasília. Augusto Corrêa ligger 7 meter över havet och antalet invånare är 16 279.
Terrängen runt Augusto Corrêa är mycket platt.Närmaste större samhälle är Bragança, 14,9 kilometer väster om Augusto Corrêa.
Trakten runt Augusto Corrêa består huvudsakligen av våtmarker. Runt Augusto Corrêa är det ganska glesbefolkat, med 26 invånare per kvadratkilometer.